# Wilhelm von Bocholtz-Meschede
Arnold Hermann Wilhelm Graf von Bocholtz-Meschede (* 21. November 1833 in Meschede; † 18. Februar 1890 in Düsseldorf) war ein westfälischer Rittergutsbesitzer sowie Mitglied des Reichstags des Norddeutschen Bundes und des Zollparlaments.

## Leben
Wilhelm von Bocholtz-Meschede entstammte dem Adelsgeschlecht der von Bocholtz. Er war Sohn von Dieterich von Bocholtz und dessen erster Ehefrau Charlotte Freiin von Schade-zu Ahausen. Er war Majoratsherr der Herrschaft Alme sowie Erbherr der Rittergüter Niesen, Störmede, Menzel und Brabecke. Zeitweise gehörte er der altkatholischen Konfession an, ehe er 1884 zum Katholizismus zurückkehrte.
Von 1867 bis 1871 war Wilhelm von Bocholtz-Meschede Mitglied des Reichstags des Norddeutschen Bundes für den Wahlkreis Minden 5 (Höxter, Warburg) und die Freie Konservative Vereinigung. In dieser Eigenschaft gehörte er seit 1868 auch dem Zollparlament an. Seit 1871 gehörte er dem Preußischen Herrenhaus an. Er war Mitglied der Kaiserdeputation des Reichstags und seit 1887 Mitglied des westfälischen Provinziallandtags. 1887 bis 1890 war er auch Mitglied im Provinziallandtag der Provinz Westfalen.
Am 27. Februar 1866 heiratete er in London seine erste Frau Alexandrine von Garrelts (1827–1882) und nach deren Tod am 12. Februar 1885 in Münster seine zweite Frau Anna Freiin von Romberg (* 1861), mit der er eine Tochter: Karolina Augusta Sophia (1886–1916) 1904 ⚭ 1914 Franz Werner Aloysius Pius Freiherrn von Droste zu Hülshoff (1872–1945) und einen Sohn: Hermann Gisbert (1887–1916) ⚭ 1914 Anna Luise Brüning (* 1887) hatte.